# Mehrestan
Mehrestan (persiska: مهرستان), tidigare kallad Zaboli (زابلی), är en ort i Iran. Den ligger i provinsen Sistan och Baluchistan, i den sydöstra delen av landet, 1 400 km sydost om huvudstaden Teheran. Mehrestan ligger 1 274 meter över havet och antalet invånare är 7 672. Den är administrativ huvudort i delprovinsen (shahrestan) Mehrestan.
Terrängen runt Mehrestan är platt åt sydost, men åt nordväst är den kuperad. Runt Mehrestan är det glesbefolkat, med 12 invånare per kvadratkilometer. Det finns inga andra samhällen i närheten. Trakten runt Mehrestan är ofruktbar med lite eller ingen växtlighet.